# Snorlax
Snorlax (カビゴン?  Kabigon en el original japonés) es una especie de Pokémon de Nintendo y de la franquicia de Pokémon de Game Freak. En la pokédex original es el Pokémon 143.º. Snorlax es de gran tamaño y con pelaje adiamantado a poco pulir, que se caracteriza en el anime y los videojuegos por limitarse a comer y dormir.

## Información
En rojo, azul, amarillo y en Rojo Fuego y Verde Hoja forma parte esencial de la aventura ya que impide el paso, bloqueando algunas rutas de Kanto con su enorme tamaño mientras duerme. Hay dos Snorlax que duermen en rutas para avanzar y hay que conseguir un objeto para hacerlos despertar (la pokeflauta) y pelear con ellos para poder despejar el camino. En Oro, Plata y Cristal también hay uno que entorpece el paso oriental de Ciudad Carmín. Snorlax come de todo, no importa si está podrido o mohoso, en la tercera generación tiene la habilidad inmunidad que impide el envenenamiento, y la habilidad sebo por su gordura.

## Etimología
El nombre de Snorlax viene de la unión de las cuatro primeras letras de "snore" (Ronquido) y las tres últimas de "relax" (relajado). Nombre etimológico: Snor (snore) + lax (relax).

## Movimientos
| Ataque       | Nivel |
| ------------ | ----- |
| Cabezazo     | -     |
| Amnesia      | -     |
| Descanso     | -     |
| Golpe cuerpo | 35    |
| Fortaleza    | 41    |
| Doble filo   | 48    |
| Híper rayo   | 56    |

| Ataque       | Nivel |
| ------------ | ----- |
| Placaje      | -     |
| Amnesia      | 8     |
| Rizo defensa | 15    |
| Tambor       | 22    |
| Cabezazo     | 29    |
| Ronquido     | 36    |
| Descanso     | 36    |
| Golpe cuerpo | 43    |
| Desenrollar  | 50    |
| Híper rayo   | 55    |

| Ataque       | Nivel |
| ------------ | ----- |
| Placaje      | -     |
| Amnesia      | 5     |
| Rizo defensa | 9     |
| Tambor       | 13    |
| Golpe cabeza | 17    |
| Bostezo      | 21    |
| Descanso     | 25    |
| Ronquido     | 29    |
| Golpe cuerpo | 33    |
| Sonámbulo    | 37    |
| Bloqueo      | 41    |
| Antojo       | 45    |
| Desenrollar  | 49    |
| Hiperrayo    | 53    |

| Ataque        | Nivel |
| ------------- | ----- |
| Placaje       | -     |
| Amnesia       | 6     |
| Rollo defensa | 10    |
| Tambor        | 15    |
| Golpe cabeza  | 19    |
| Bostezo       | 24    |
| Descanso      | 28    |
| Ronquido      | 28    |
| Golpe cuerpo  | 33    |
| Bloqueo       | 37    |
| Antojo        | 42    |
| Desenrollar   | 46    |
| Hiperrayo     | 51    |

## Anime
Snorlax aparece por primera vez bloqueando un flujo de agua que llegaba a un pueblo. Este Snorlax dormido sería despertado por un misterioso ermitaño que usaría una pokéflauta para realizar este propósito.
Ash Ketchum se encuentra con un Snorlax en las Islas Naranja que, en vez de ser problemático por donde decidió acostarse, está causando problemas porque se come la cosecha de los agricultores. Ash lo captura y se lo lleva en una Poké Ball. Luego de las aventuras en las Islas Naranja Ash mandaría a este Snorlax al laboratorio del profesor Oak teniendo breves regresos como al luchar y ganar un torneo de Pokémon Sumo, contra la líder Clair (Débora) y contra la magnate de la arena Greta (Coro).
Como se muestra en las películas de Pokémon, la acción más peligrosa de un Snorlax es cuando se revuelca mientras duerme, ya que alguien puede quedar aplastado, pero no de gravedad, ya que su barriga es tan suave y elástica que algunos niños la usan para rebotar.
Otros Snorlax que aparecen son uno que se comía las bananas de un hombre llamado Marcell y no permitía que lo capturen al usar Bostezo contra sus Slakoth, para derrotarlo uno de los Slakoth evoluciona en Vigoroth adquirendo la habilidad de Espíritu Vital que evita el sueño en las batallas. Asimismo Snorlax es uno de los Pokémon que tiene la reina del pico de Batalla Lucy (Fortunia).